# A-level
Een A-level of Advanced Level is een per vak uitgereikte kwalificatie voor leerlingen in het Britse secundair onderwijs. A-levels gelden als de hoogste schoolafsluiting in Engeland, Wales en Noord-Ierland. Daarnaast worden overal ter wereld in internationale scholen examens in A-levels afgenomen. Ook hebben veel landen in Afrika en Azië hun eigen A-levels, die gebaseerd zijn op het Britse systeem. 
A-levels werden in 1951 in het Verenigd Koninkrijk ingevoerd, behalve in Schotland, dat zijn eigen systeem heeft. De examens worden niet door de overheid vastgesteld en afgenomen, maar door met elkaar concurrerende examination boards. Het staat scholen vrij te kiezen van welk examination board ze examens aanbieden. Universiteiten hanteren als toelatingseis minimumscores in één of soms meerdere A-levels. Oorspronkelijk volgden A-levels meestal op zogenaamde O-levels, maar deze zijn sinds 1988 geleidelijk vervangen door GCSEs. 
Leerlingen beginnen normaal gesproken aan A-levels na afloop van het 10e leerjaar, als de leerlingen gemiddeld 16 jaar oud zijn, na het succesvol afronden van GCSE-examens. De inhoud van A-levels is verdeeld over twee leerjaren en zes modules, waarvan drie modules in het eerste jaar vallen. Dit eerste jaar wordt het AS-level genoemd en wordt afgerond met examens over de eerste drie modules. Als de resultaten tegenvallen kan een leerling ervoor kiezen het AS-level het volgende jaar over te doen. Het tweede jaar wordt A2-level genoemd en biedt vooral verdere verdieping. Een leerling die succesvol de AS- en A2-examens afsluit behaalt het A-level.
Doorgaans kiezen leerlingen in het Britse systeem drie of vier vakken voor A-levels. In het Britse systeem worden resultaten niet in cijfers maar in letters uitgedrukt. De schaal loopt van A ("zeer goed") tot E ("zwak"), waarnaast sinds 2010 ook A* ("uitstekend", vergelijkbaar met cum laude) mogelijk is.
Als alternatief voor A-levels is het in het Verenigd Koninkrijk ook mogelijk met het International Baccalaureate succesvol het secundaire onderwijs af te sluiten. 